# Клиберт, Карл
Карл Клиберт (нем. Karl Kliebert; 13 декабря 1849, Прага — 23 мая 1907, Вюрцбург) — немецкий дирижёр и музыкальный педагог.
С детских лет учился игре на фортепиано под руководством Франца Фрёмтера, однако затем изучал юриспруденцию и лишь в 1870 г., перебравшись из Праги в Мюнхен, начал заниматься музыкой профессионально под руководством Йозефа Райнбергера и Франца Вюльнера. В 1874—1875 гг. работал дирижёром в городском театре Аугсбурга, затем перебрался в Вюрцбург в качестве преподавателя Вюрцбургской высшей школы музыки, а в 1876 году возглавил её и руководил этим учебным заведением до конца жизни. Преподавал гармонию, хоровое пение и чтение партитур, руководил студенческим оркестром. Пропагандировал музыку Иоганна Себастьяна Баха, в то же время преклонялся перед Рихардом Вагнером и дирижировал первыми в Вюрцбурге исполнениями некоторых оркестровых сочинений Рихарда Штрауса. Оставил некоторое количество фортепианных, органных и вокальных произведений.